# MAZ-7917
El MAZ-7912/MAZ-7917 (en ruso: МАЗ-7912/МАЗ-7917) es un vehículo del ejército ruso (anteriormente en las filas del Ejército Rojo). Se trata de un camión militar 14x12 diseñado y desarrollado por la MZKT, una planta de camiones propiedad de la ex-MAZ en Minsk, Bielorrusia.

## Historia

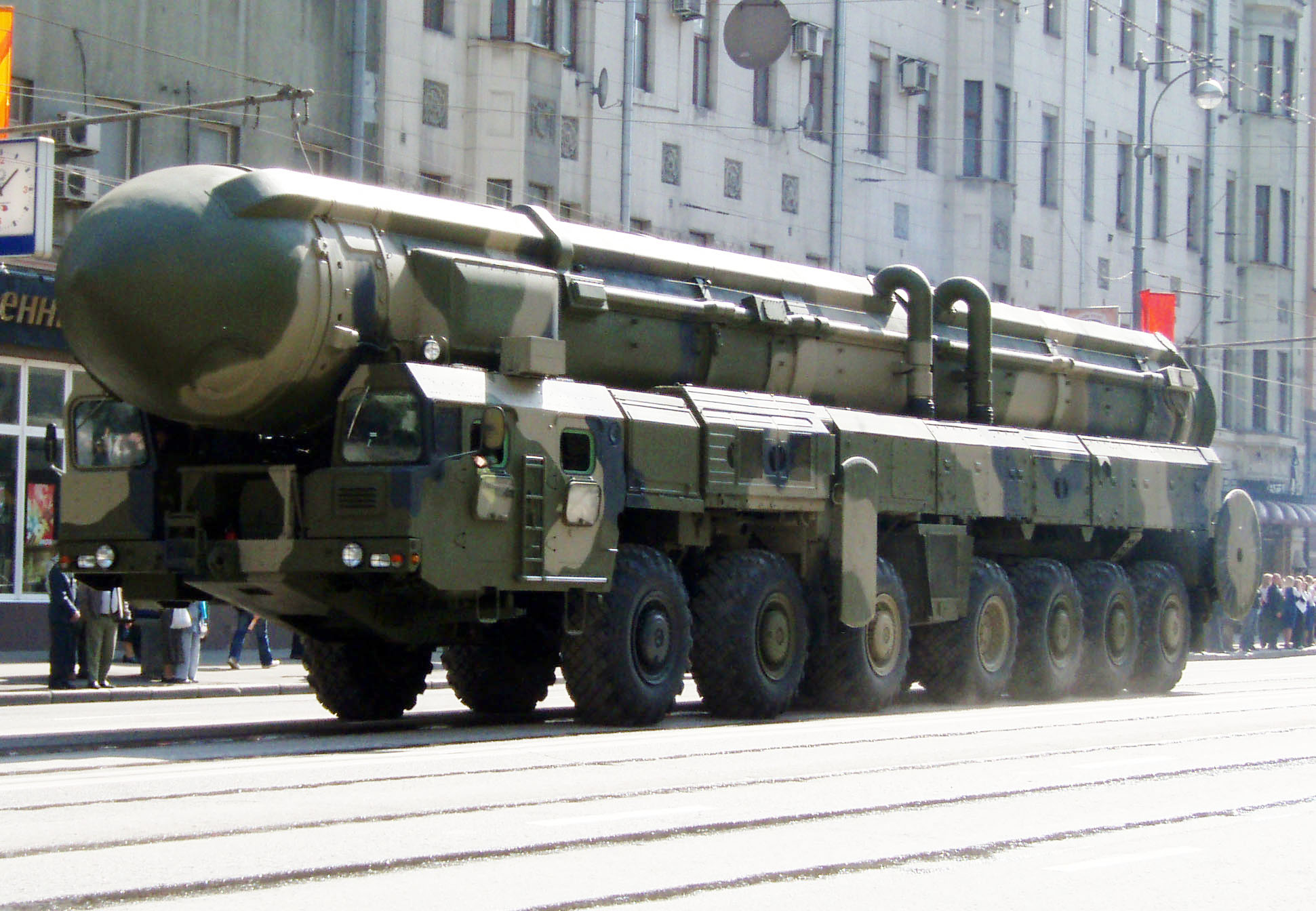
Un MAZ-7912/MAZ-7917 durante una parada en Moscú en el 2008.

A mediados de 1980, el 7912 se actualizó a 7917 - el aumento de su longitud por 1 m  y las cabinas de la tripulación similares a las del MAZ-7916. Fue desarrollado para el uso primario de un misil ICBM Topol RT-2PM (15Zh58) dispuesto en un único lanzador. El MAZ-7912 tuvo una fabricación similar a la del MAZ-547А, a excepción de sus siete ejes, en lugar de 6. En la actualidad, la variante 8-ejes (MZKT-79921) se utiliza con el misil Tópol M.